# Normographe
 (décembre 2014).
Si vous disposez d'ouvrages ou d'articles de référence ou si vous connaissez des sites web de qualité traitant du thème abordé ici, merci de compléter l'article en donnant les références utiles à sa vérifiabilité et en les liant à la section « Notes et références ».

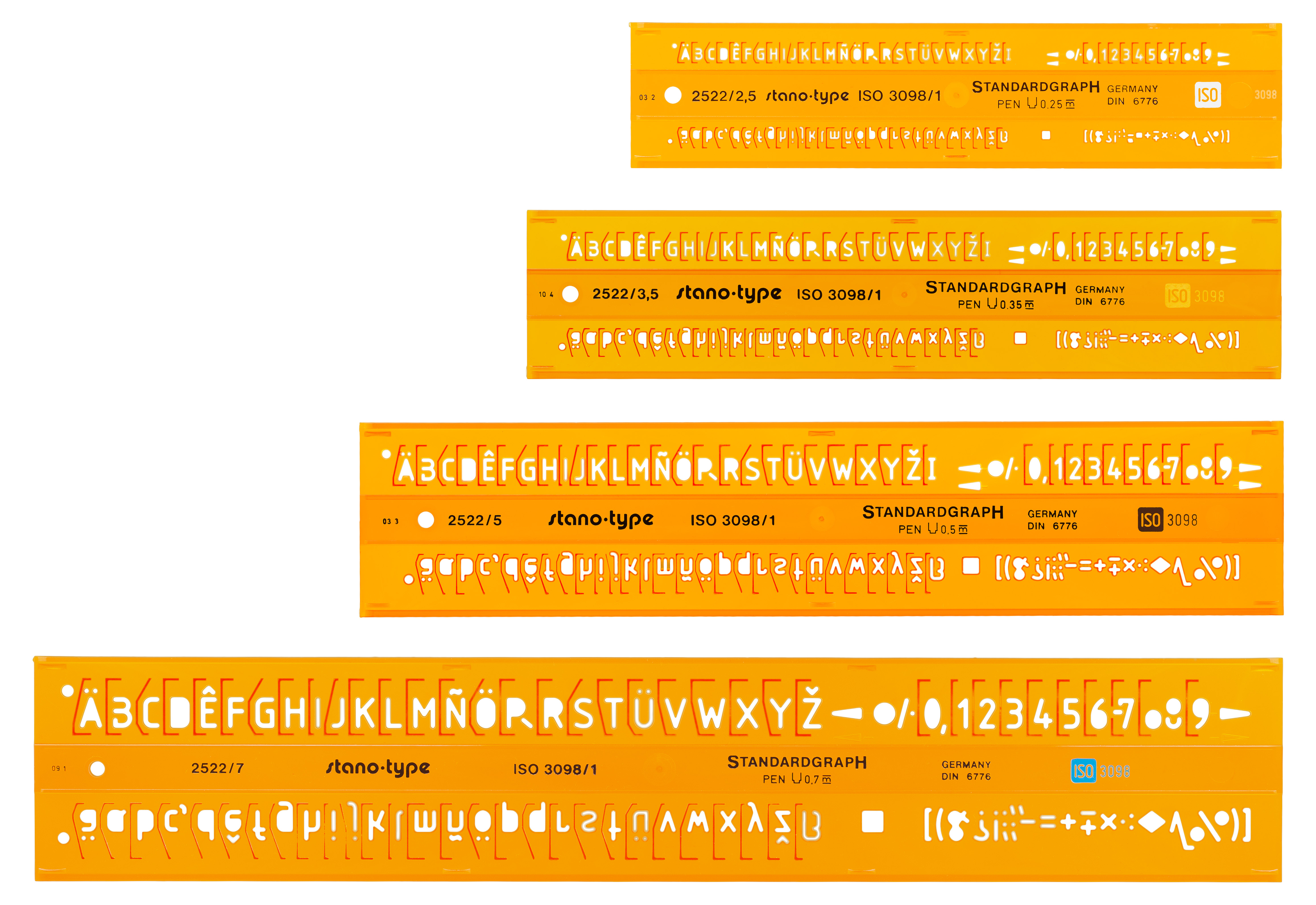
Trace-lettres de différentes tailles.

Un normographe ou trace-lettre (ou trace lettre, ou trace-lettres) est un outil permettant de tracer des lettres (généralement des caractères d'imprimerie), des chiffres ou d'autres caractères ainsi que des formes géométriques. Il est maintenu sur le support de destination du tracé, l'instrument de traçage épousant les découpes.
Certains normographes comportent uniquement des formes géométriques comme les normographes pour les dessins techniques.
Il se présente généralement sous la forme d'une règle plate de 30 cm en matière plastique translucide, en ABS par exemple, dans laquelle sont découpées les lettres de l'alphabet en capitales et minuscules. Il en existe une grande quantité de modèles, adaptés à l'usage qu'on en attend.
Il est toujours utilisé dans le cadre scolaire, essentiellement à l'école primaire ou maternelle, mais aussi dans un cadre professionnel dans les bureaux et les ateliers de graphisme.

## Histoire

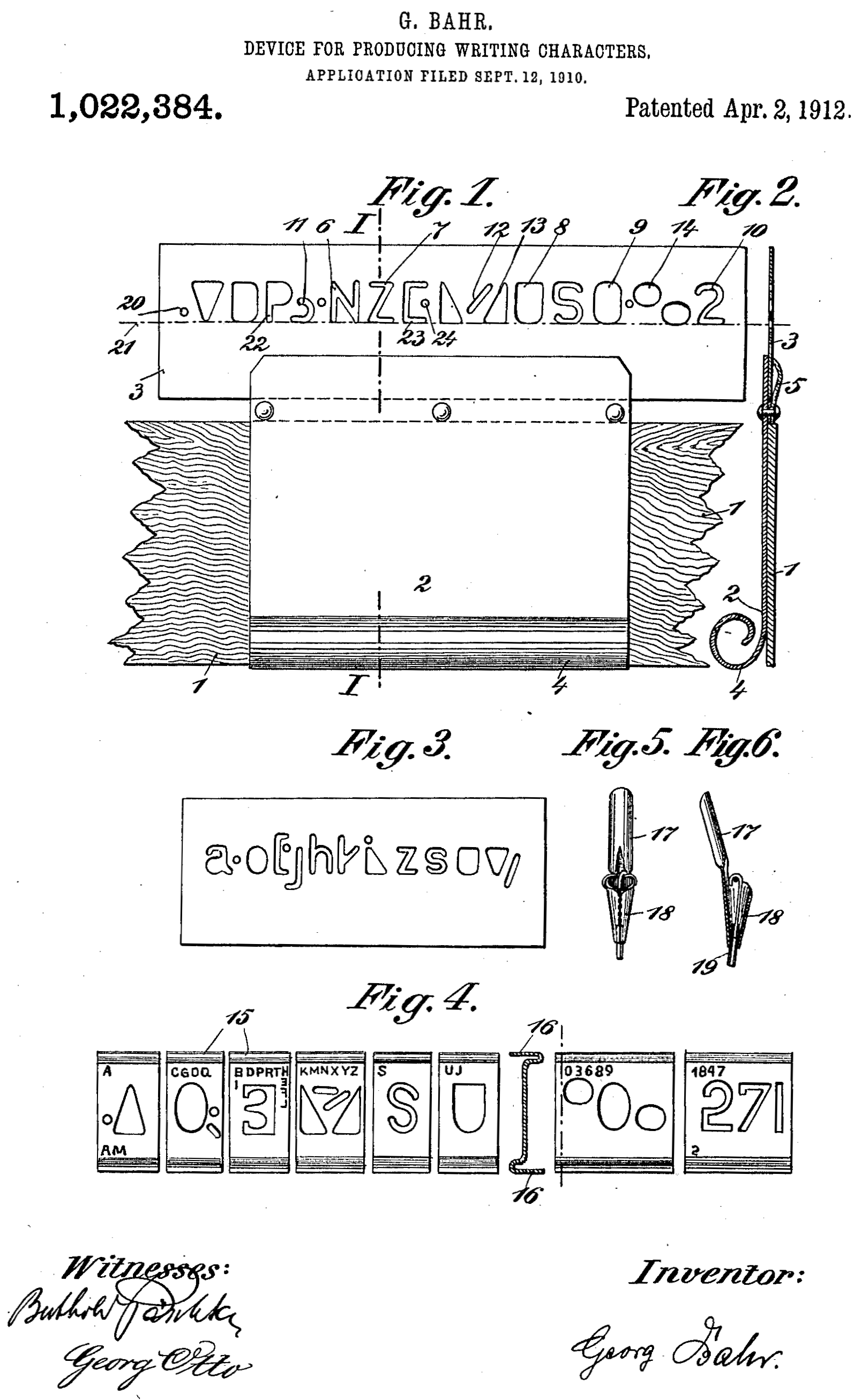
Dessin du normographe de Georg Bahr.

En 1909, Georg Bahr, un professeur dans un lycée technique de Charlottenburg à Berlin, dépose un brevet pour un outil de dessin de lettres sous le nom de Kurvenlineal zum Aufzeichnen von Schriftzeichen («Règle courbe pour tracer des lettres»).

## Usages
- En Géographie, il sert à faire des figurés uniformes.
- Au collège et au lycée, le trace-lettre a été très utilisé dans les années 1970 à 1990, dans les cours de technologie et assimilés (dessins techniques). Il servait principalement au tracé des lettres de titre en dessin technique. Au collège, c'était la perfection du tracé au crayon à papier qui était recherchée.
- Le trace-lettre servirait aussi à l'éveil à l'écriture en classe de maternelle. D'une part, il permet à l'enfant d'obtenir plus aisément et de façon quasi-ludique un résultat satisfaisant qui l'encouragerait à continuer son apprentissage de l'écriture ; d'autre part, il contribuerait à son développement psychomoteur (ce qui est contesté).
- Il peut être utilisé pour écrire des lettres anonymes, ce qui a été le cas lors de l'affaire Grégory notamment[3].
- Dans les bureaux, et certaines enseignes de magasins, il permet de rédiger aisément de courts messages de signalétique sans avoir à disposer d'un ordinateur.
- On s'en sert encore fréquemment dans les écoles d'arts, notamment les écoles d'arts graphiques.